# Tempel van Diana (Nîmes)

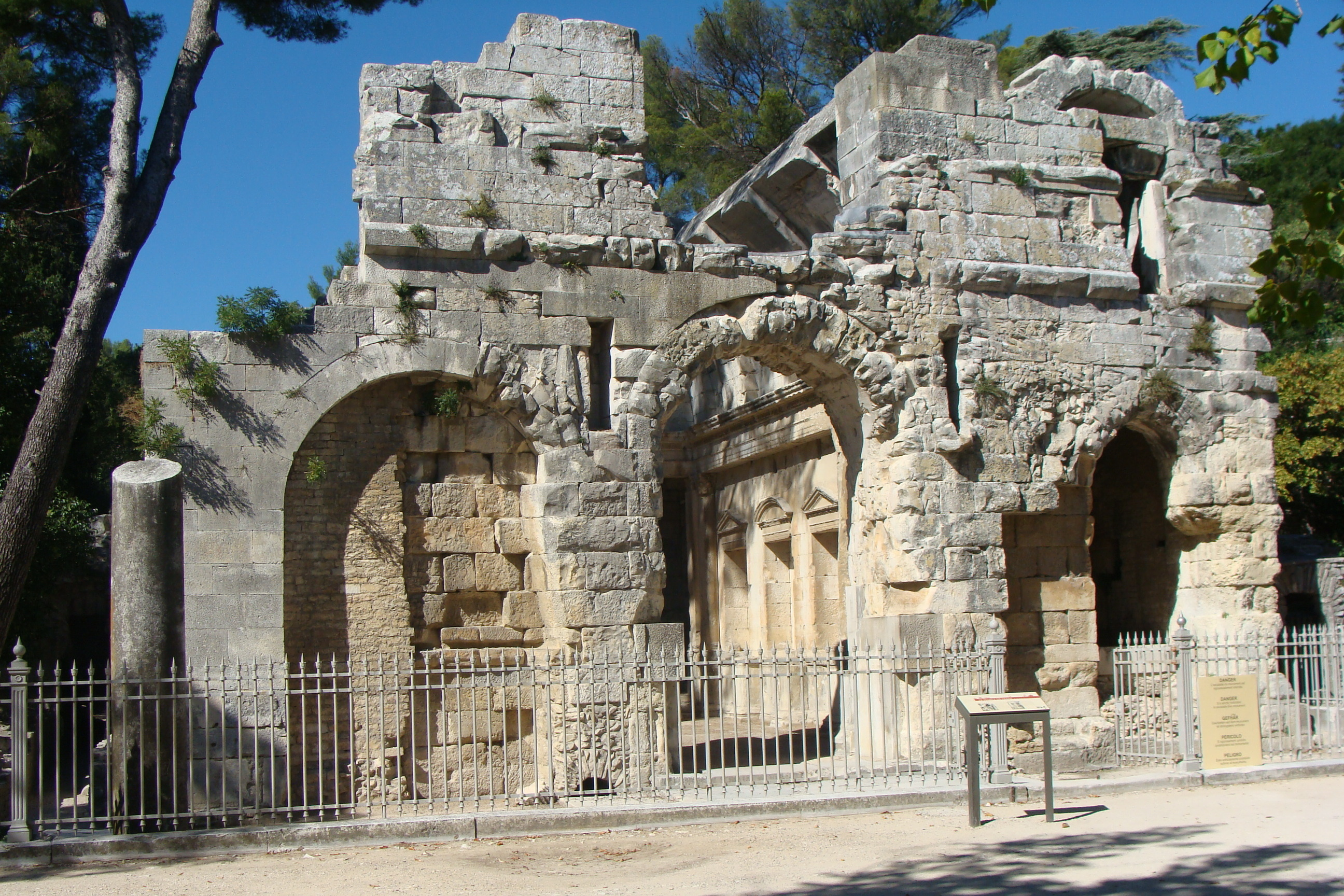
De Tempel van Diana in Nîmes.

De Temple de Diane is een historische ruïne uit de Romeinse tijd in de Zuid-Franse stad Nîmes. Hoewel de naam anders suggereert, is het gebouw nooit gewijd geweest aan de Romeinse godin Diana. Het moet daarom niet verward worden met de Tempel van Diana in Rome.
Het monument bevindt zich aan de rand van het stadscentrum van Nîmes, in het stadspark Jardins de la Fontaine. Hoewel beschadigd, geeft het nog altijd een historische indruk van een gebouw dat gewijd was aan de keizerlijke cultus. Het gebouw dateert uit de 2e eeuw na Chr. en had vermoedelijk een culturele functie, mogelijk als bibliotheek. In de 16e eeuw werd het omgebouwd tot kerk, en later deed het dienst als opslagplaats voor hout en hooi. In de loop der tijd werd de gevel ontdaan van zijn zuilen en frontons, stortte het dak in, en werd de zuidelijke muur gesloopt. Bij opgravingen in 1745, werd de oude bodem ontdekt, gemaakt van marmeren platen van verschillende kleuren. De naam "Diana" is pas later aan het gebouw gegeven, en is historisch onjuist.